# Stigmacros brachytera
Stigmacros brachytera är en myrart som beskrevs av Mcareavey 1957. Stigmacros brachytera ingår i släktet Stigmacros och familjen myror. Inga underarter finns listade i Catalogue of Life.